# Сусеній-Биргеулуй
Сусеній-Биргеулуй (рум. Susenii Bârgăului) — село у повіті Бистриця-Несеуд в Румунії. Входить до складу комуни Прунду-Биргеулуй.
Село розташоване на відстані 327 км на північ від Бухареста, 18 км на північний схід від Бистриці, 97 км на північний схід від Клуж-Напоки.

## Населення
За даними перепису населення 2002 року у селі проживала 1391 особа, з них 1388 осіб (99,8%) румунів. Усі жителі села рідною мовою назвали румунську.